# Internationale Organisatie voor Turkse Cultuur

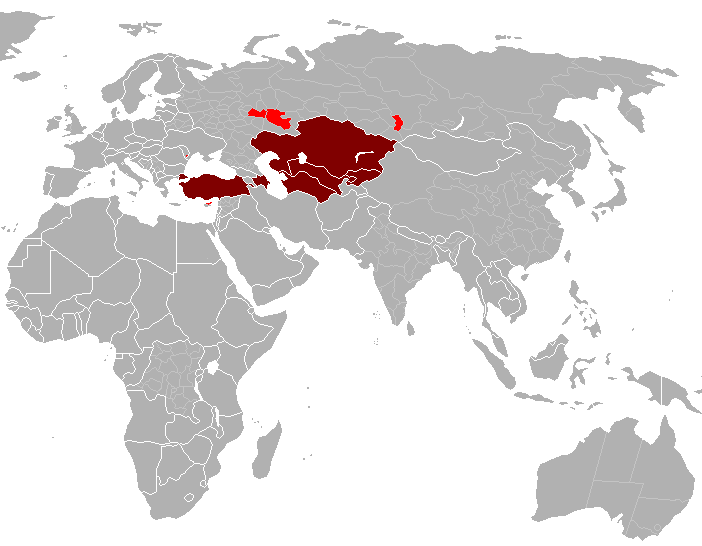
Staten en deelrepublieken die lid zijn van TÜRKSOY

De Internationale Organisatie voor Turkse Cultuur (Turks: Uluslararası Türk Kültürü Teşkilatı, Türksoy) is een vereniging van Turkssprekende staten die in 1993, vlak na de val van de Sovjet-Unie, is opgericht. Alle Turkstalige republieken die in 1992 onafhankelijk werden traden toe, alsmede Turkije, Noord-Cyprus en enkele Russische deelrepublieken. De enige grote Turkssprekende regio's die geen deel uitmaken van de organisatie zijn Iraans Azerbeidzjan, dat geen officiële status heeft en Sinkiang (China). 
De informele naam TÜRKSOY is een afkorting van de eerdere naam Türk Kültür ve Sanatları Ortak Yönetimi ('Gezamenlijk Bestuur van Turkse Cultuur en Kunst'), maar ook een samenstelling van de woorden Türk (Turk) en Soy (afstamming).
Aanvankelijk had de organisatie vooral een cultureel karakter, maar later verschoof dat naar meer wereldse zaken, zoals ook in de doelstelling wordt onderkend. In 2009 werd de Turkse Raad opgericht als politiek orgaan, alle lidstaten zijn daarbij aangesloten, met uitzondering van Turkmenistan. 
Algemeen Secretaris is Sultan Raev, voormalig minister van cultuur van Kirgizië.

## Geschiedenis
Besprekingen om de organisatie op te richten werden gehouden in 1992 en 1993 in respectievelijk Bakoe en Istanboel. Ministers van cultuur van Azerbeidzjan, Kazachstan, Kirgizië, Turkije, Turkmenistan en Oezbekistan verklaarden zich in te zetten voor culturele samenwerking. Uiteindelijk werd op 12 juli 1993 de organisatie formeel opgericht.
In 1996 sloot TÜRKSOY een officieel samenwerkingsverband met UNESCO.

## Doelstellingen

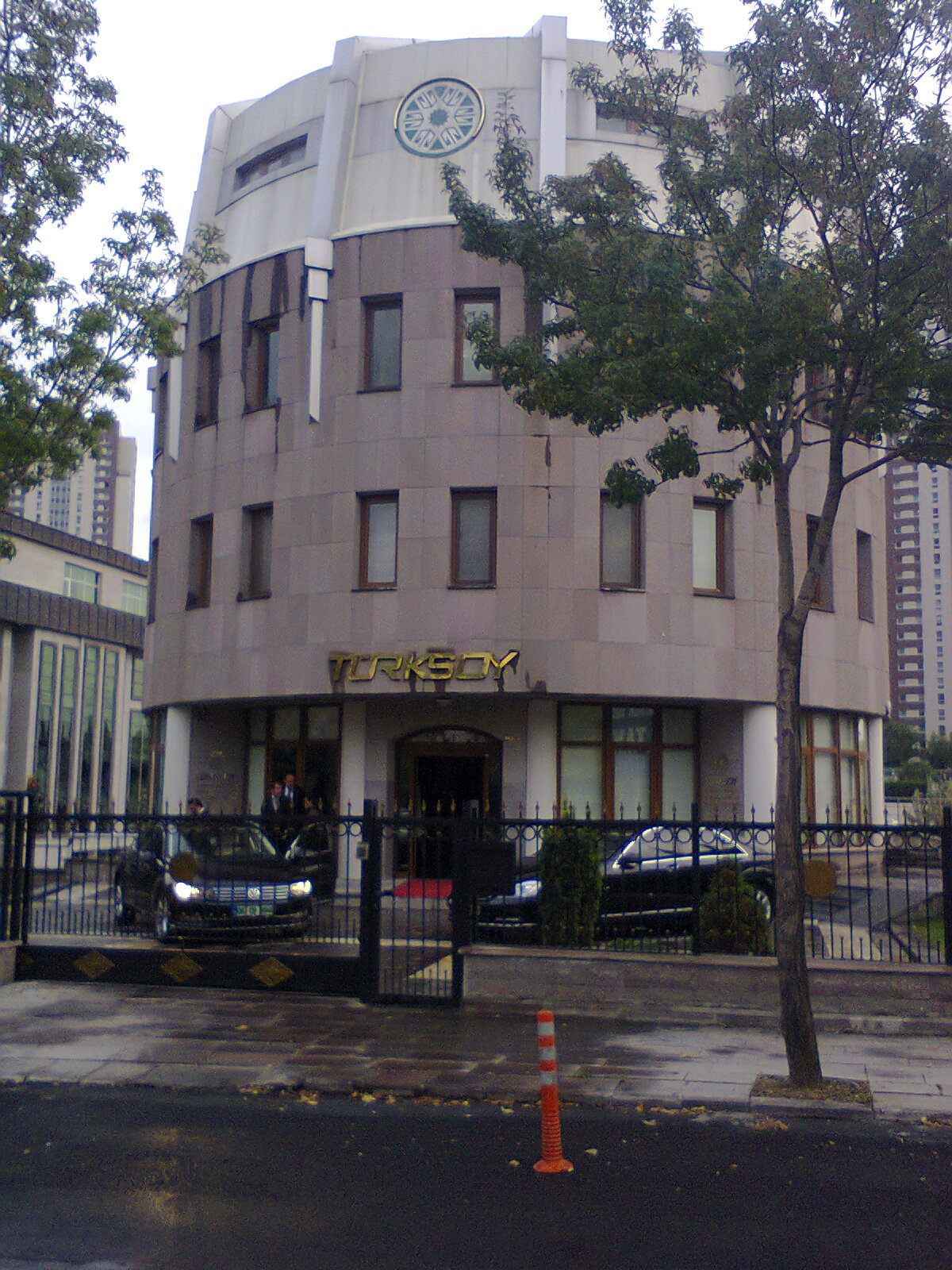
Hoofdkantoor

Naar eigen zeggen heeft TÜRKSOY de volgende doelstellingen:
- Een nieuwe balans te vinden in internationale betrekkingen.
- Het stimuleren van culturele herstructurering in de leden en de rest van de wereld.
- Vriendschappelijke relaties tussen Turkse volkeren en staten bevorderen.
- De Turkse cultuur, taal, kunst, geschiedenis en tradities beschermen en promoten.
- De mogelijkheid scheppen om een enkele taal en alfabet voor alle Turkse volkeren in te voeren.
- Wetenschapsbeoefening over de gedeelde historische achtergrond, cultuur, kunst, muziek en traditie van de Turkse volkeren aanmoedigen.

## Activiteiten
Sinds 2012 wordt jaarlijks een stad gekozen als 'Culturele Hoofdstad van de Turkse Wereld'. De gekozen stad houdt enkele evenementen om de Turkse cultuur te vieren.
| Jaar | Stad                                  | Land         |
| ---- | ------------------------------------- | ------------ |
| 2012 | Astana                                | Kazachstan   |
| 2013 | Eskişehir                             | Turkije      |
| 2014 | Kazan                                 | Tatarije     |
| 2015 | Merv                                  | Turkmenistan |
| 2016 | Şəki                                  | Azerbeidzjan |
| 2017 | Türkistan                             | Kazachstan   |
| 2018 | Kastamonu                             | Turkije      |
| 2019 | Oš                                    | Kirgizië     |
| 2020 | Xiva                                  | Oezbekistan  |
| 2021 | (geannuleerd, vanwege Coronapandemie) |              |
| 2022 | Bursa                                 | Turkije      |
| 2023 | Şuşa                                  | Azerbeidzjan |
| 2024 | Anau                                  | Turkmenistan |
| 2025 | Aqtau                                 | Kazachstan   |

Sinds 2010 is er ieder jaar speciale aandacht voor een historisch belangrijk persoon uit de Turkse cultuur.
| Jaar | Persoon                                                                        | Omschrijving |
| ---- | ------------------------------------------------------------------------------ | --- |
| 2010 | Zeki Velidi Togan                                                              | Basjkiers historicus                                                                                                  |
| 2011 | Ğabdulla Tuqay                                                                 | Tataarse dichter |
| 2012 | Nikolai Katanov                                                                | Chakassische Turkoloog                                                                                                |
| 2013 | Mukan Tulebaev                                                                 | Kazachse muzikant |
| 2014 | Magtymguly Pyragy en Toktogul Satylganov                                       | Turkmeense dichter / Kirgizische dichter                                                                              |
| 2015 | Haldun Taner en Semyon Kadyshev                                                | Turkse schrijver / Chakassische schrijver                                                                             |
| 2016 | Yūsuf Balasaguni                                                               | Filosoof en dichter                                                                                                   |
| 2017 | Molla Panah Vagif                                                              | Azerbeidzjaanse dichter                                                                                               |
| 2018 | Gara Garajev, Magzhan Zhumabayev en Tsjyngyz Ajtmatov                          | Azerbeidzjaanse componist / Kazachse dichter / Kirgizische schrijver                                                  |
| 2019 | Nasīmī en Aşık Veysel                                                          | Azerbeidzjaanse dichter / Turkse volkszanger                                                                          |
| 2020 | Abai Qunanbaiuly                                                               | Kazachse dichter en intellectueel                                                                                     |
| 2021 | Geannuleerd vanwege de Coronapandemie                                          | Geannuleerd vanwege de Coronapandemie                                                                                 |
| 2022 | Toktobolot Abdumomunov, Fikret Amirov en Suleyman Çelebi                       | Kirgizische schrijver / Azerbeidzjaanse componist / Turkse Soefi-geestelijke                                          |
| 2023 | Temirbek Jurgenov, Baken Kydykeyeva, Mehmet Akif Ersoy, Al-Biruni, Ismet Güney | Kazachse dichter / Kirgizische actrice, Turkse dichter, Perzisch-Oezbeekse wetenschapper, Turks-Cypriotische schilder |
| 2024 | Magtymguly Pyragy                                                              | Turkmeense dichter |

## Leden
| Leden             | Taal           | Sinds | Opmerkingen |
| ----------------- | -------------- | ----- | --- |
| Azerbeidzjan      | Azerbeidzjaans | 1993  | |
| Kazachstan        | Kazachs        | 1993  | |
| Kirgizië          | Kirgizisch     | 1993  | |
| Oezbekistan       | Oezbeeks       | 1993  | |
| Turkije           | Turks          | 1993  | |
| Turkmenistan      | Turkmeens      | 1993  | |
| Waarnemende leden | Taal           | Sinds | Opmerkingen |
| Basjkirostan      | Basjkiers      | 1993  | Autonome Republiek binnen de Russische Federatie; was tussen 2015-2019 uit de organisatie gestapt               |
| Chakassië         | Chakassisch    | 1996  | Autonome Republiek binnen de Russische Federatie; was tussen 2015-2019 uit de organisatie gestapt               |
| Gagaoezië         | Gagaoezisch    | 1993  | Autonome regio in Moldavië                                                                                      |
| Noord-Cyprus      | Turks          | 1993  | De facto onafhankelijk; wordt alleen erkend door Turkije en de Autonome Republiek Nachitsjevan van Azerbeidzjan |
| Tatarije          | Tataars        | 1993  | Autonome Republiek binnen de Russische Federatie                                                                |

## Ex-leden
Nadat een Russische straaljager eind 2015 uit de lucht werd geschoten door de Turkse luchtmacht, ontstond een diplomatieke crisis tussen Turkije en Rusland en besloten enkele waarnemende leden zich terug te trekken uit de organisatie. 
| Waarnemende leden | Taal     | Periode   | Opmerkingen                                      |
| ----------------- | -------- | --------- | ------------------------------------------------ |
| Altaj             | Altajs   | 2003-2015 | Autonome Republiek binnen de Russische Federatie |
| Jakoetië          | Jakoets  | 2003-2015 | Autonome Republiek binnen de Russische Federatie |
| Toeva             | Toevaans | 1996-2015 | Autonome Republiek binnen de Russische Federatie |

## Lijst van Secretarissen-Generaal van TÜRKSOY
| Nr | Naam             | Land van herkomst | In dienst  |
| -- | ---------------- | ----------------- | ---------- |
| 1  | Polad Bülbüloğlu | Azerbeidzjan      | 1993-2008  |
| 2  | Düsen Kaseinov   | Kazachstan        | 2008-2022  |
| 3  | Sultan Raev      | Kirgizië          | 2022-heden |